# Reichenthal
Reichenthal település Ausztriában, Felső-Ausztria tartományban, az Urfahrkörnyéki járásban. Tengerszint feletti magassága 683 méter, területe 18,85 km².

## Elhelyezkedése
Reichenthal Vyšší Brod, Rainbach im Mühlkreis, Waldburg és Schenkenfelden településekkel határos.

## Népesség
| 2016 | 1 521 |
| 2018 | 1 513 |